# Goodbye to You
A Goodbye to You című dal a svéd Roxette 1986. december 3-án megjelent második kimásolt kislemeze a Pearls of Passion című stúdióalbumról. A dalt Per Gessle írta. A dalt Svédországban kizárólag 7" inches kislemezen jelentették meg, bár létezik egy limitált 12"-es vinyl formátumú kiadás is, mely a dal exkluzív remixét tartalmazza.  A dal a 9. helyig jutott a svéd kislemezlistán.  Videoklip nem készült a dalhoz.

## Megjelenések
A zenét és szöveget Per Gessle írta, kivéve a "So Far Away" címűt, melynek szövegét Gesle és Hasse Huss írta.	
- 7"  Svédország EMI 1362507[3]

1. "Goodbye to You" – 4:00
2. "So Far Away" – 5:13

- 12"  Svédország  promo - EMI 1362516[4]

1. "Goodbye to You" (Different Mix) – 6:43
2. "Goodbye to You" – 4:00
3. "So Far Away" – 5:13

## Slágerlista
| Slágerlista (1986)             | Legjobb helyezés |
| ------------------------------ | ---------------- |
| Svédország (Sverigetopplistan) | 9                |

## Közreműködő előadók
- Marie Fredriksson - háttérének, vokál
- Per Gessle - háttérének, vokál
- Per "Pelle" Alsing - dobok
- Tommy Cassemar - basszusgitár
- Jonas Isacsson - elektromos gitár
- Clarence Öfwerman - billentyűs hangszerek, producer
- Alar Suurna - hangmérnök, mixer